# Supermodelo, Mùa 2
Supermodelo 2007 là mùa thứ hai của Supermodelo. Chương trình diễn ra trực tiếp mỗi tuần một lần, trong đó một cuộc bỏ phiếu công khai sẽ quyết định một trong hai thí sinh được đề cử sẽ bị loại khỏi cuộc thi và ban giám khảo sẽ đề cử một nhóm thí sinh mới để loại. Khoảng thời gian ở giữa được ghi lại trước và theo dõi sự tiến bộ của tất cả các cô gái khi họ nhận được bài học về các khía cạnh khác nhau của người mẫu, tham gia vào các buổi chụp ảnh và các thử thách liên quan đến thời trang.
Người chiến thắng trong cuộc thi là Noelia López, 21 tuổi đến từ Seville. Cô giành được: 1 hợp đồng người mẫu với Elite Model Management, 1 chiếc Lancia Ypsilon và trở thành đại diện tiếp theo của Tây Ban Nha trong cuộc thi Elite Model Look.

## Các thí sinh
(Tuổi tính từ ngày dự thi)
| Thí sinh          | Tuổi | Quê quán               | Bị loại ở | Hạng               |
| ----------------- | ---- | ---------------------- | --------- | ------------------ |
| Irene Valerón     | 20   | Las Palmas             | Tập 1     | 16                 |
| Paola Ditano      | 17   | Santiago de Compostela | Tập 2     | 15                 |
| Raquel Hernández  | 23   | Madrid                 | Tập 3     | 14                 |
| Marta Abarrategui | 16   | Madrid                 | Tập 4     | 13                 |
| Sandra Girón      | 18   | Seville                | Tập 5     | 12                 |
| Jessica Ruíz      | 19   | Catalonia              | Tập 6     | 11                 |
| Marta Vicente     | 16   | Oviedo                 | Tập 7     | 10 (dừng cuộc thi) |
| Silvia Salleras   | 17   | Málaga                 | Tập 8     | 9                  |
| Paula Hidalgo     | 16   | Seville                | Tập 9     | 8                  |
| Paula Bernaldez   | 17   | Valencia               | Tập 10    | 7                  |
| Zaida Rodríguez   | 19   | Gran Canaria           | Tập 11    | 6 (dừng cuộc thi)  |
| Paloma Bloyd      | 19   | Gijón                  | Tập 13    | 5                  |
| Alba Carrillo     | 20   | Madrid                 | Tập 14    | 4                  |
| Isabel Cañete     | 18   | Córdoba                | Tập 14    | 3                  |
| Magdalena Pérez   | 18   | Murcia                 | Tập 14    | 2                  |
| Noelia López      | 21   | Seville                | Tập 14    | 1                  |

## Thứ tự gọi tên
| 1  | Alba      | Noelia    | Marta V.  | Isabel    | Marta V.  | Marta V.  | Isabel    | Isabel    | Paloma    | Isabel    | Alba      | Isabel    | Noelia      | Noelia    | Magdalena | Noelia    |  |  |  |  |  |  |  |  |  |  |  |  |  |
| 2  | Magdalena | Marta A.  | Silvia    | Marta V.  | Magdalena | Isabel    | Paula B.  | Paula B.  | Isabel    | Paloma    | Isabel    | Noelia    | Magdalena   | Isabel    | Noelia    | Magdalena |  |  |  |  |  |  |  |  |  |  |  |  |  |
| 3  | Paloma    | Paula B.  | Noelia    | Paula B.  | Paula B.  | Paloma    | Magdalena | Paula H.  | Magdalena | Alba      | Paloma    | Magdalena | Paloma      | Magdalena | Isabel    |           |  |  |  |  |  |  |  |  |  |  |  |  |  |
| 4  | Raquel    | Isabel    | Paula H.  | Magdalena | Noelia    | Alba      | Noelia    | Alba      | Paula B.  | Noelia    | Zaida     | Alba      | Alba Isabel | Alba      | Alba      |           |  |  |  |  |  |  |  |  |  |  |  |  |  |
| 5  | Marta A.  | Sandra    | Alba      | Zaida     | Isabel    | Noelia    | Silvia    | Silvia    | Noelia    | Paula B.  | Noelia    | Paloma    | Alba Isabel | Paloma    |           |           |  |  |  |  |  |  |  |  |  |  |  |  |  |
| 6  | Paula B.  | Marta V.  | Marta A.  | Paloma    | Alba      | Zaida     | Zaida     | Noelia    | Alba      | Magdalena | Magdalena | Zaida     |             |           |           |           |  |  |  |  |  |  |  |  |  |  |  |  |  |
| 7  | Paula H.  | Paula H.  | Zaida     | Noelia    | Paloma    | Jessica   | Alba      | Zaida     | Paula H.  | Zaida     | Paula B.  |           |             |           |           |           |  |  |  |  |  |  |  |  |  |  |  |  |  |
| 8  | Silvia    | Paola     | Magdalena | Jessica   | Paula H.  | Paula B.  | Paula B.  | Magdalena | Zaida     | Paula H.  |           |           |             |           |           |           |  |  |  |  |  |  |  |  |  |  |  |  |  |
| 9  | Irene     | Jessica   | Jessica   | Alba      | Jessica   | Paula H.  | Paloma    | Paloma    | Silvia    |           |           |           |             |           |           |           |  |  |  |  |  |  |  |  |  |  |  |  |  |
| 10 | Isabel    | Paloma    | Isabel    | Paula H.  | Silvia    | Silvia    | Marta V.  | Marta V.  |           |           |           |           |             |           |           |           |  |  |  |  |  |  |  |  |  |  |  |  |  |
| 11 | Noelia    | Zaida     | Paola B.  | Silvia    | Zaida     | Magdalena | Jessica   |           |           |           |           |           |             |           |           |           |  |  |  |  |  |  |  |  |  |  |  |  |  |
| 12 | Sandra    | Alba      | Raquel    | Sandra    | Sandra    | Sandra    |           |           |           |           |           |           |             |           |           |           |  |  |  |  |  |  |  |  |  |  |  |  |  |
| 13 | Jessica   | Raquel    | Paloma    | Marta A.  | Marta A.  |           |           |           |           |           |           |           |             |           |           |           |  |  |  |  |  |  |  |  |  |  |  |  |  |
| 14 | Marta V.  | Silvia    | Sandra    | Raquel    |           |           |           |           |           |           |           |           |             |           |           |           |  |  |  |  |  |  |  |  |  |  |  |  |  |
| 15 | Paola     | Magdalena | Paola     |           |           |           |           |           |           |           |           |           |             |           |           |           |  |  |  |  |  |  |  |  |  |  |  |  |  |
| 16 | Zaida     | Irene     |           |           |           |           |           |           |           |           |           |           |             |           |           |           |  |  |  |  |  |  |  |  |  |  |  |  |  |

     Thí sinh bị loại
     Thí sinh dừng cuộc thi
     Thí sinh được miễn loại
     Thí sinh bị đề cử cho vòng loại trừ nhưng được ban giám khảo cứu
     Thí sinh bị đề cử cho vòng loại trừ và được khán giả cứu
     Thí sinh chiến thắng cuộc thi
- Trong tập 1,  từ 20 cô gái đã được giảm xuống còn 16 thí sinh cuối cùng sẽ chuyển sang thi đấu chính, trước khi đề cử Irene và Magdalena bị đề cử vào vòng loại.
- Trong tập 8, Marta V. dừng cuộc thi nên Paloma được cứu.
- Trong tập 12, Zaida dừng cuộc thi nên Paloma được cứu, Judit thông báo rằng cô đã vốn bị loại bất kể quyết định dừng cuộc thi của cô. Noelia được các thí sinh lựa chọn để tiến vào chung kết. Alba và Isabel được ban giám khảo đề cử cho một trong ba vị trí còn lại trong chung kết. Điều này khiến Magdalena và Paloma bị đề cử vào vòng loại.
- Trong tập 13, Isabel được chọn để tiến vào chung kết bởi khán giả, điều này khiến cho Alba bị đề cử vào vòng loại cùng với Magdalena và Paloma.

### Buổi chụp hình
- Tập 1: Người diễn xiếc trên xích đu trên không (casting); Gợi cảm trên xe thập niên 1950
- Tập 2: Ảnh chân dung vẻ đẹp với mắt kính; Tạo dáng trước đài phun nước ở Madrid; Tạo dáng trên bạt lò xo
- Tập 3: Tay lướt sóng ở bãi biển; Tạo dáng trước nghĩa địa xe hơi
- Tập 4: Tạo dáng dưới nước
- Tập 5: Cô gái nông thôn với gà; Thời trang cổ điển trên sàn đấu bò
- Tập 6: Ảnh chân dung trên bồn tắm
- Tập 7: Manơcanh theo cặp; Gợi cảm trên giường
- Tập 8: Ảnh chân dung vẻ đẹp tương lai; Cổ động viên theo nhóm
- Tập 9: Võ sĩ karate; Áo tắm với chim cánh cụt
- Tập 10: Hóa thân thành biểu tượng của Hollywood; Tạo dáng với xe
- Tập 11: Áo tắm trên ghế băng; Ảnh chân dung kinh dị
- Tập 12: Thoát khỏi quái vật trên máy chạy bộ; Khỏa thân với phụ kiện
- Tập 13: Tạo dáng với dụng cụ làm tóc Rowenta; Tạo dáng trong đồ bó; Body painting; Ảnh chân dung biểu cảm; Khỏa thân với sơn